# Alexandria (província egípcia)
Alexandria (em árabe: محافظة الإسكندرية‎; romaniz.: Muḥāfāzah Al Iskandariyah) é uma província (moafaza) do Egito sediada em Alexandria. Possui 2 300 quilômetros quadrados e segundo censo de 2018, havia 5 259 818 habitantes.